# Püttlinger Schlösschen

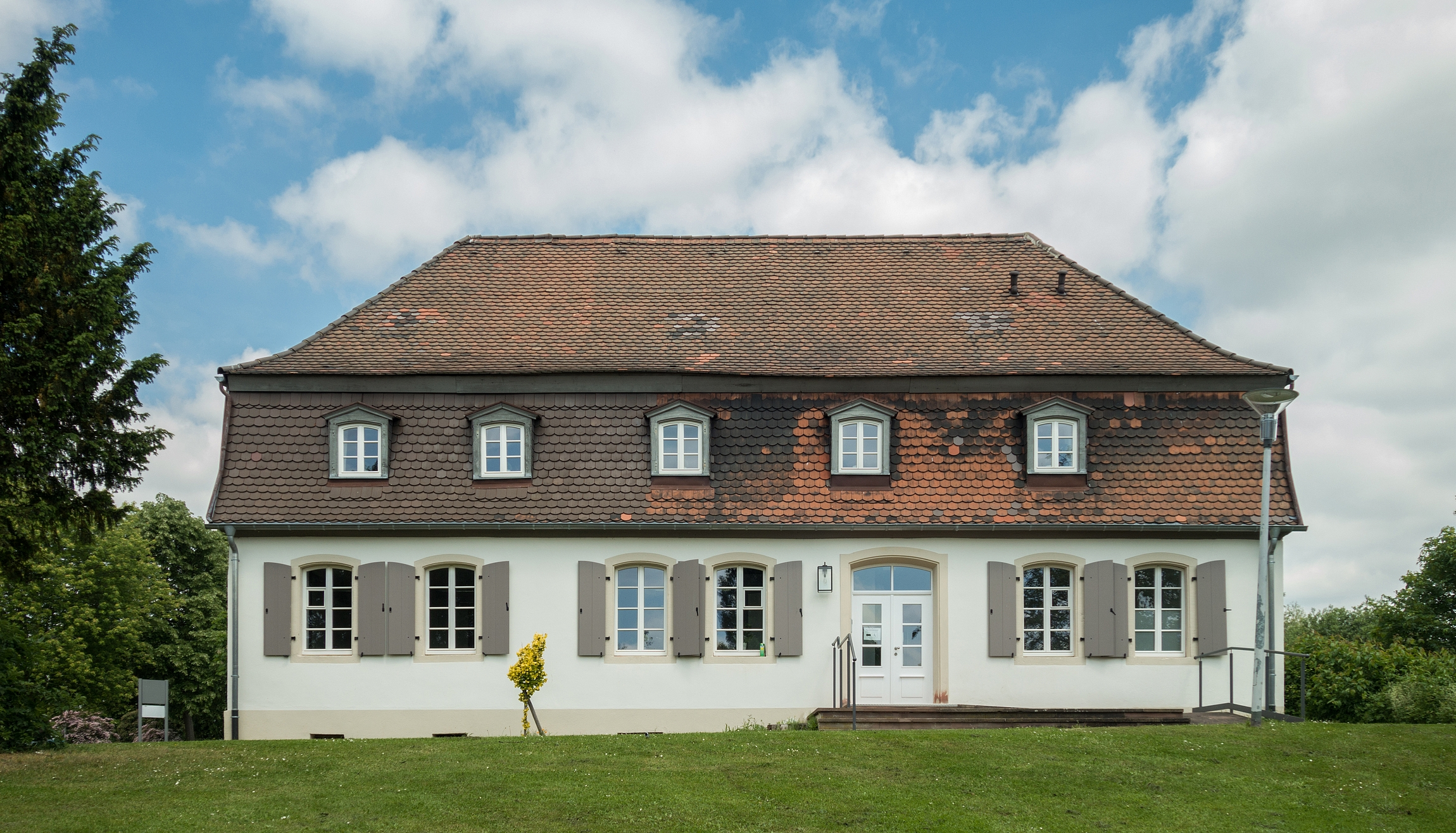
Vorderseite des Püttlinger Schlösschens

Das Püttlinger Schlösschen ist ein ehemaliges Jagdhaus in Püttlingen. Es steht unter Denkmalschutz.

## Geschichte
Fürst Ludwig von Nassau-Saarbrücken ließ auf dem Fundament eines Eckturmes der Burg Püttlingen 1789/90 ein Jagdhaus errichten. Doch schon 1793 wurde das Haus von der französischen Revolutionsregierung konfisziert und dem Metzer Zivilhospital zur Verfügung gestellt. 1817 wurde das Gebäude an Privatleute verkauft, bevor es dann 1857 von dem ersten Püttlinger Bürgermeister Johann Peter Pickard erworben wurde. Ein Erlass der Preußischen Regierung zu Trier bestimmte das Schlösschen dann 1868 zum „Amtslokal“ der Gemeinde Püttlingen. Bis 1904 diente das Schlösschen als Rathaus, dann wurde es zu klein und wenige Meter nördlich wurde ein Neubau errichtet. In der Folgezeit nutzten die Bürgermeister das Haus als Dienstwohnung.
Nach dem Zweiten Weltkrieg war das Schlösschen Notunterkunft, Dienstwohnung für Bedienstete der Gemeinde und Bibliothek. 1983 entschloss man sich, das Haus umfassend zu renovieren und zu einem Ausstellungsgebäude umzugestalten.

## Architektur

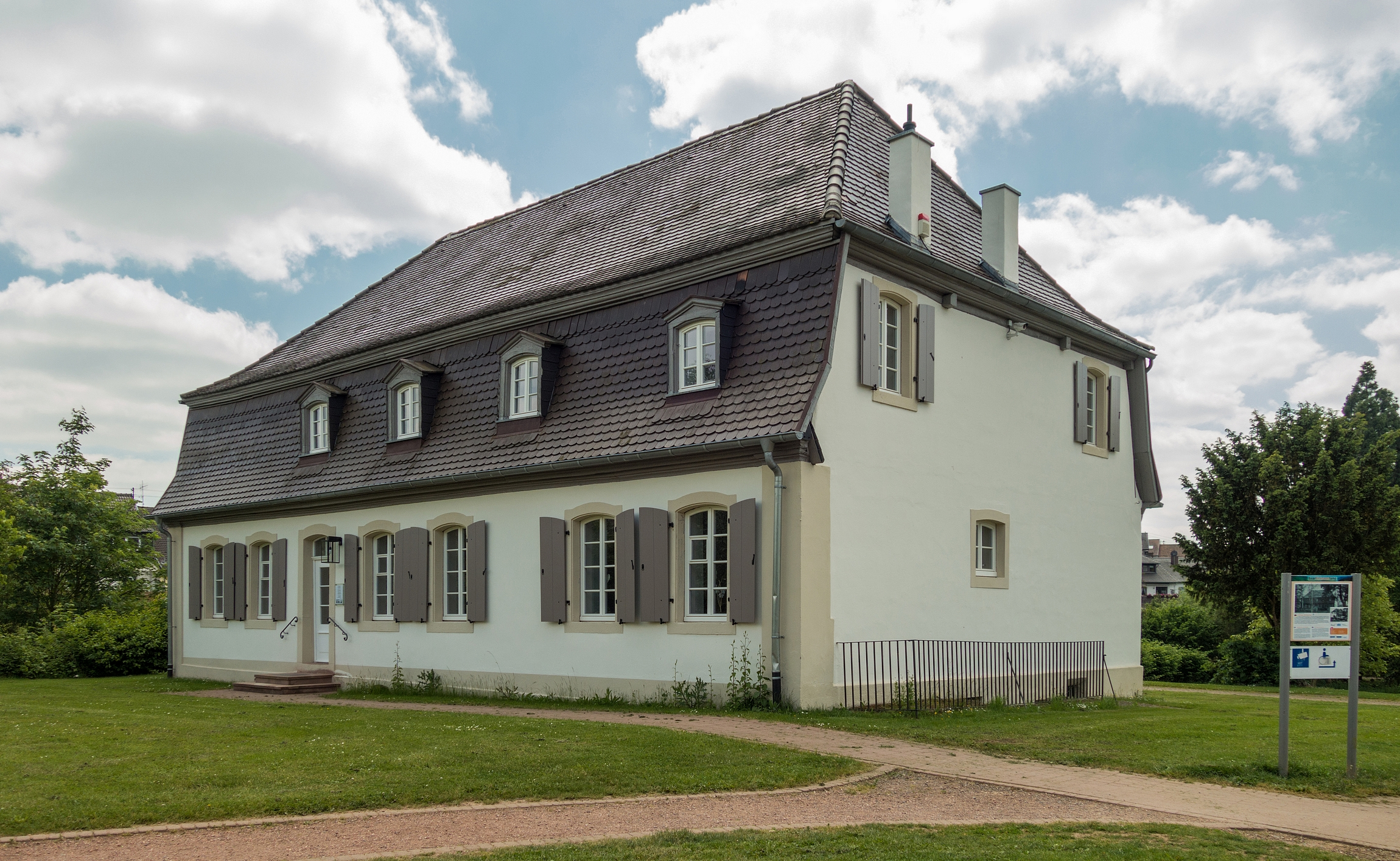
Früher Vorderseite, heute Rückseite: die Parkseite des Schlösschens

Der eingeschossige Barockbau mit Mansardwalmdach steht heute auf einer leichten Anhöhe im Stadtpark von Püttlingen. Sowohl Vorder- als auch Rückseite verfügen über sieben Fensterachsen. Die Mansarde hat auf der Vorderseite fünf, auf der Rückseite vier Fenster. Die heutige Rückseite war lange die eigentliche Vorderseite des Gebäudes und ist mit rustizierten Ecken betont. Das Erdgeschoss mit zwei Eingängen sitzt auf einem farbig abgesetzten Sockel. Im 20. Jahrhundert wurde der Haupteingang von der Vorder- zur Rückseite verlegt und das Treppenhaus vollständig umgestaltet. Außerdem wurde die das Haus umgebende barocke Mauer abgerissen.